# Inland Revenue Department (Neuseeland)
Das Inland Revenue Department (IRD), in Maori Te Tari Taake, ist ein Public Service Department (Behörde des öffentlichen Dienstes) in Neuseeland, das primär für die Steuereinnahmen des Landes zuständig ist.

## Geschichte
Die Entstehung des Inland Revenue Department geht zurück auf das Jahr 1878, als mit dem Land Tax Act 1878 die Kolonie Neuseeland fiskalisch erstmals in verschiedene Distrikte eingeteilt wurde und zur zentralen Verwaltung der Steuereinnahmen das Land Tax Department gegründet wurde. Bereits 1879 in Property Tax Department umbenannt, erfolgte mit dem Land and Income Assessment Act 1891 eine erneute Änderung des Namens in Land and Income Tax Department. 1952 wurde dann schließlich mit dem Inland Revenue Department Act 1952 eine Verschmelzung mit dem Stamp Duties Department vorgenommen und das Department erhielt mit Inland Revenue Department seinen bis heute gültigen Namen.

## Aufgaben
Die Aufgaben des Inland Revenue Department, das mit über 5500 Mitarbeitern in 17 Städte und Cities in Neuseeland vertreten ist, umfasst heute nicht nur die Eintreibung von Steuern von Privatpersonen, Unternehmen und Organisationen, sondern auch Zahlungen im Bereich der sozialen Fürsorge und Vorsorge.

### Steuereinnahmen
Im Finanzjahr Juni 1016/17 nahm das Inland Revenue Department 70,1 Mrd. NZ$ ein, was in dem betreffenden Zeitraum rund 80 % der gesamten Staatseinnahmen des Landes ausmachte.
Die Einnahmen kamen zum größten Teil von den 3,7 Millionen Steuerzahler des Landes, rund 203.000 Arbeitgeber und rund 396.000 Firmen sowie von rund 633.000 registrierten Kunden, die in über rund 3 Millionen Vorgänge ihre Goods and Services Tax (GST) entrichteten.

### Ausgaben für Soziales
In dem oben genannten Finanzjahr wurden vom IRD unter anderem rund 2,4 Mrd. NZ$ für die Unterstützung von arbeitenden Familien ausgegeben und 274 Mio. NZ$ an 28.400 Eltern, die wegen ihres Babys nicht arbeiten können. Auch verwaltete das Department rund 5,6 Mrd. NZ$ im Rahmen des KiwiSaver-Programm, in dem Stand Juni 2017 rund 2.8 Millionen Neuseeländer ihrer Altersvorsorge mit Unterstützung des Staates betreiben. Der Weiteren erhielten rund 733.000 Studenten staatliche Darlehen über das IRD, was ein Volumen von 1,3 Mrd. NZ$ ausmachte. Die Auszahlung des Kindergeldes ist eine weitere Leistung des Department.